# Факультет культури і мистецтв ВНУ імені Лесі Українки
Факультет культури і мистецтв ВНУ — один з факультетів Волинського національного університету імені Лесі Українки.

## Історія

### Хронологія

Логотип ІСН

Нинішній Факультет культури і мистецтв ВНУ виник внаслідок часткового об'єднання Інституту соціальних наук (ІСН) з Інститутом мистецтв.
Історія Інституту соціальних наук бере початок з 1990 року, коли в тодішньому Луцькому державному педагогічному інституту ім. Лесі Українки було відкрите відділення соціальних дисциплін, а вже наступного року був утворений Республіканський центр світоглядної освіти молоді (РЦСОМ), який очолив доктор філософських наук, професор Роман Арцишевський і у складі якого діяли науково-дослідна лабораторія світоглядної освіти молоді, факультет соціальних дисциплін та факультет перепідготовки вчителів. За цей час було підготовлено багато викладачів соціально-гуманітарного циклу. У 1993 році факультет соціальних дисциплін реорганізується у факультет соціології і психології, а у 1994 році наказом міністра освіти України РЦСОМ — в Інститут соціальних наук.
Інститут мистецтв було засновано 1994 року згідно перспективного плану розвитку Волинського державного університету імені Лесі Українки. 2016-го року згідно Закону України «Про вищу освіту» Інститут мистецтв перейменовано на Факультет мистецтв, а Інстутут соціальних наук — на Факультет соціальних наук. У його рамках діяли кафедра культурології та менеджменту соціокультурної діяльності, кафедра соціології, кафедра соціальної роботи й кафедра філософії, та раніше кафедра релігієзнавства.
У вересні 2017 року кафедру культурології і менеджменту соціокультурної діяльності ІСН було приєднано до факультету мистецтв, результатом чого став Факультет культури і мистецтв. Кафедру філософії було приєднано до Факультету історії, утворивши Факультет історії, політології та національної безпеки. Кафедру соціальної роботи — до Факультету психології, утворивши Факультет психології та соціології.

### Декани
- Гордійчук Андрій Миколайович (2017 —)

## Кафедри

### Кафедра образотворчого мистецтва
З моменту заснування кафедри в 1986 її очолює доктор архітектури, професор Лесик Олександр Володимирович. Кафедрою налагоджено тісну співпрацю з провідними вузами України: Національним університетом «Львівська політехніка», Академією архітектури та мистецтв, Волинським обласним державним архівом, Волинським обласним краєзнавчим музеєм, Державним історико-культурним заповідником м. Луцьк, м. Львів, м. Дубно.

### Кафедра культурології та хореографічного мистецтва
Кафедра культурології стала спадкоємицею двох кафедр Луцького державного педагогічного інституту, які мали досить довгу і плідну історію. В ЛДПІ та у перші роки існування ВДУ імені Лесі Українки забезпечення навчально-виховного процесу з навчальних дисциплін «Релігієзнавство», «Українська і зарубіжна культура», «Основи етики і естетики», а також «Історія філософії» на всіх факультетах забезпечувала кафедра історії філософії і культури, яка веде свій початок з 1970-х років. Кафедра культурології була заснована у 1998 році, пізніше назва змінилася на кафедру культурології та менеджменту соціокультурної діяльності. В 2017 перейменована на кафедру культурології та хореографічного мистецтва. Завідувач з 2017 року — доктор філософських наук, професор, Головей Вікторія Юріївна. Науковою тематикою кафедри є українська та чужоземна культура в часі та просторі.

### Кафедра історії, теорії мистецтв та виконавства
Веде свою історію від методичної комісії з музики і співів, яка була відкрита у 1977 році на кафедрі педагогіки і методики початкового навчання факультету підготовки вчителів початкових класів у Луцькому педагогічному інституті імені Лесі Українки. Для покращення якості підготовки фахівців зі спеціальності «Початкове навчання і музика», яка розпочалася у 1983 році, методичну комісію з музики і співів 1985-го року було реорганізовано у кафедру музики. У 1992 році названа кафедра була розділена на кафедри навчання гри на музичних інструментах та музично-теоретичних дисциплін, останню з яких, що є безпосередньою попередницею сучасної кафедри історії, теорії мистецтв та виконавства, очолив Никитюк Степан Никифорович — кандидат педагогічних наук, доцент. З 1997 р. кафедру очолив Дем'янчук Олександр Никанорович — доктор педагогічних наук, професор. При кафедрі було відкрито аспірантуру (1997), засновано академічний хор (кер. О. Дем'янчук), ансамбль пісні  і танцю «Розмай» (кер. Л. Кужелюк, Л. Пасаман, А. Головань) та інші колективи. На кафедрі працювали відомі виконавці — заслужений артист України, доцент Карпось Володимир Антонович, Жирнова Лідія Олександрівна та ін. З вересня 2017 року кафедру очолює Ігнатова Лариса Петрівна — кандидат мистецтвознавства, доцент.

### Кафедра музично-практичної підготовки
Бере початок у 1977 році в Луцькому педінституті імені Лесі Українки, коли на кафедрі педагогіки і методики початкового навчання педагогічного факультету створено методичну комісію з музики і співів початкових класів. З 1 вересня 1983 року на педагогічному факультеті відкрито спеціальності: «Початкове навчання і музика» та «Початкове навчання і образотворче мистецтво», що забезпечило більш ґрунтовне вивчення музичних дисциплін та підвищення рівня професійної підготовки фахівців.
Відкриття цих спеціальностей обумовило необхідність реорганізації методичної комісії з музики і співів початкових класів у кафедру музики і образотворчого мистецтва, яка відбулася 1 вересня 1985 року
Розширення обсягу роботи та специфіка підготовки кадрів за додатковими спеціалізаціями «Музика» і «Образотворче мистецтво» зумовили поділ кафедри в 1986 року на дві: кафедру музики і кафедру образотворчогомистецтва.
У зв'язку з реорганізацією  кафедри музики в жовтні 1992 р. створено кафедру навчання гри на музичних інструментах та кафедру музично-теоретичних дисциплін.
З 2001 року кафедра навчання на музичних інструментах перейменовується на кафедру музичних інструментів. З 2015 року кафедру очолив кандидат мистецтвознавства, доцент Шиманський Петро Йосипович. 2017 року кафедра музичних інструментів перейменовується у кафедру музично-практичної підготовки.